# Descomyces
Descomyces là một chi nấm trong họ Cortinariaceae.